# 사신도
사신도(四神圖)는 청룡, 백호, 주작, 현무를 함께 그린 그림을 말한다. 고구려 고분 벽화에 많이 나타난다.
고구려 고분 예술의 중요한 테마로 사신(四神)이 등장한다. 고구려 벽화고분기 제3기에서 특히 두드러지게 나타난다. 쌍영총의 창룡도(蒼龍圖)나 강서대묘의 사신도가 가장 우수한 사신도로 알려지고 있다.
이것은 비불교적(非佛敎的)인 요소로 가장 보편적으로 사용되었던 테마이다. 무덤의 사방을 수호하는 영물(靈物)로서 4신도를 분묘에 장식하게 된 것의 유래는 알 수 없으나 도교(道敎)의 유입과 그 보급을 반영한 것으로 추측된다. 

## 사진

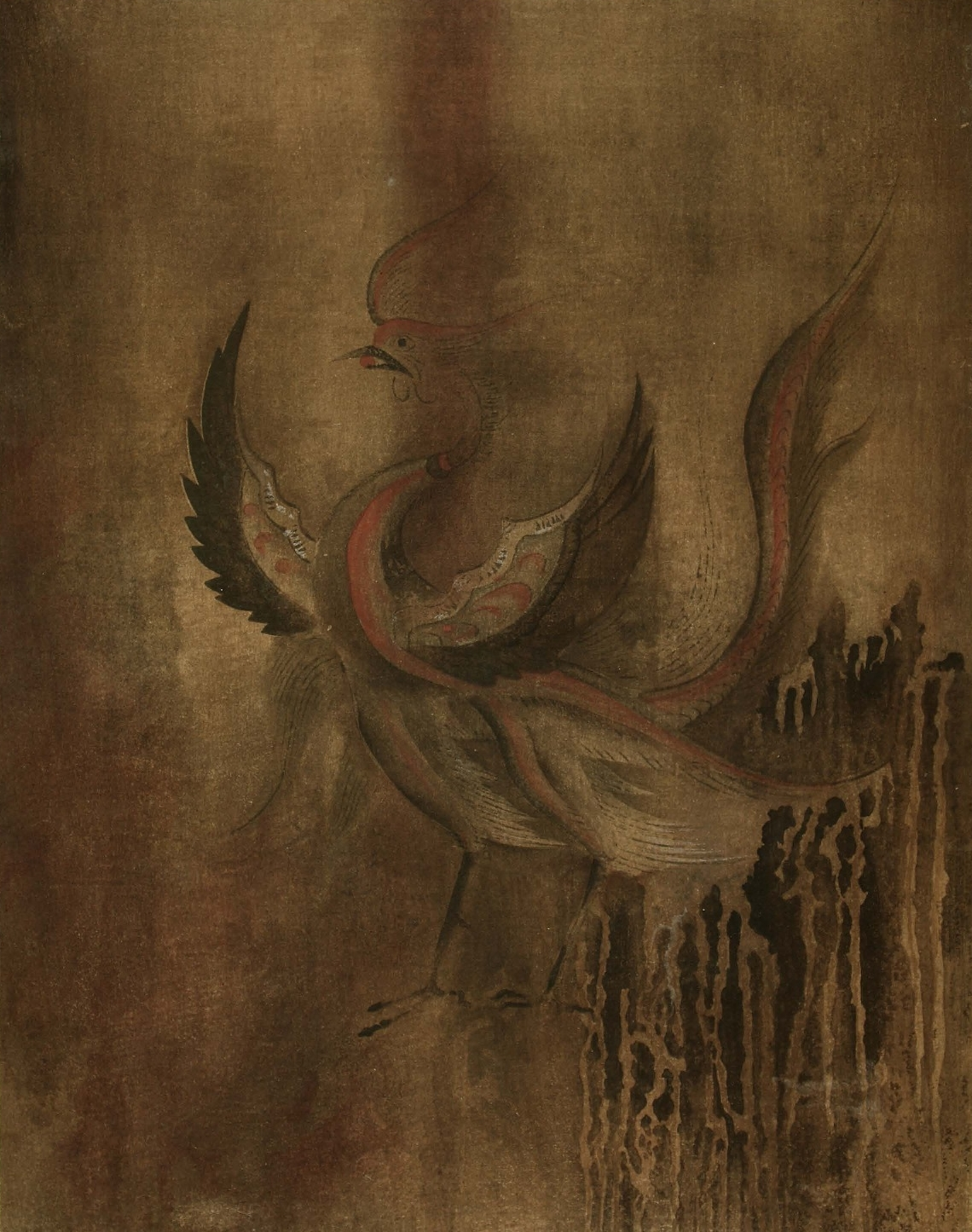
주작도
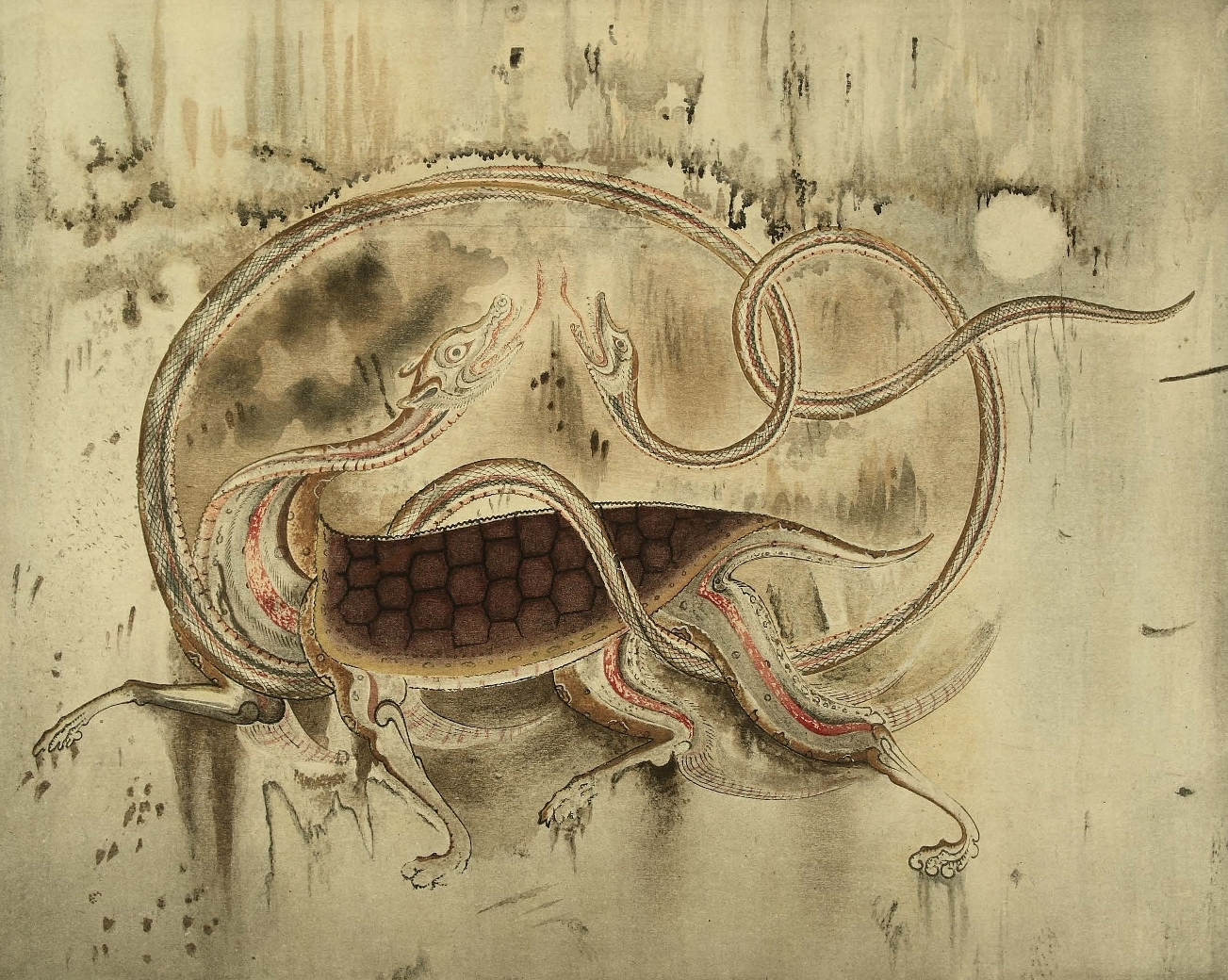
현무도
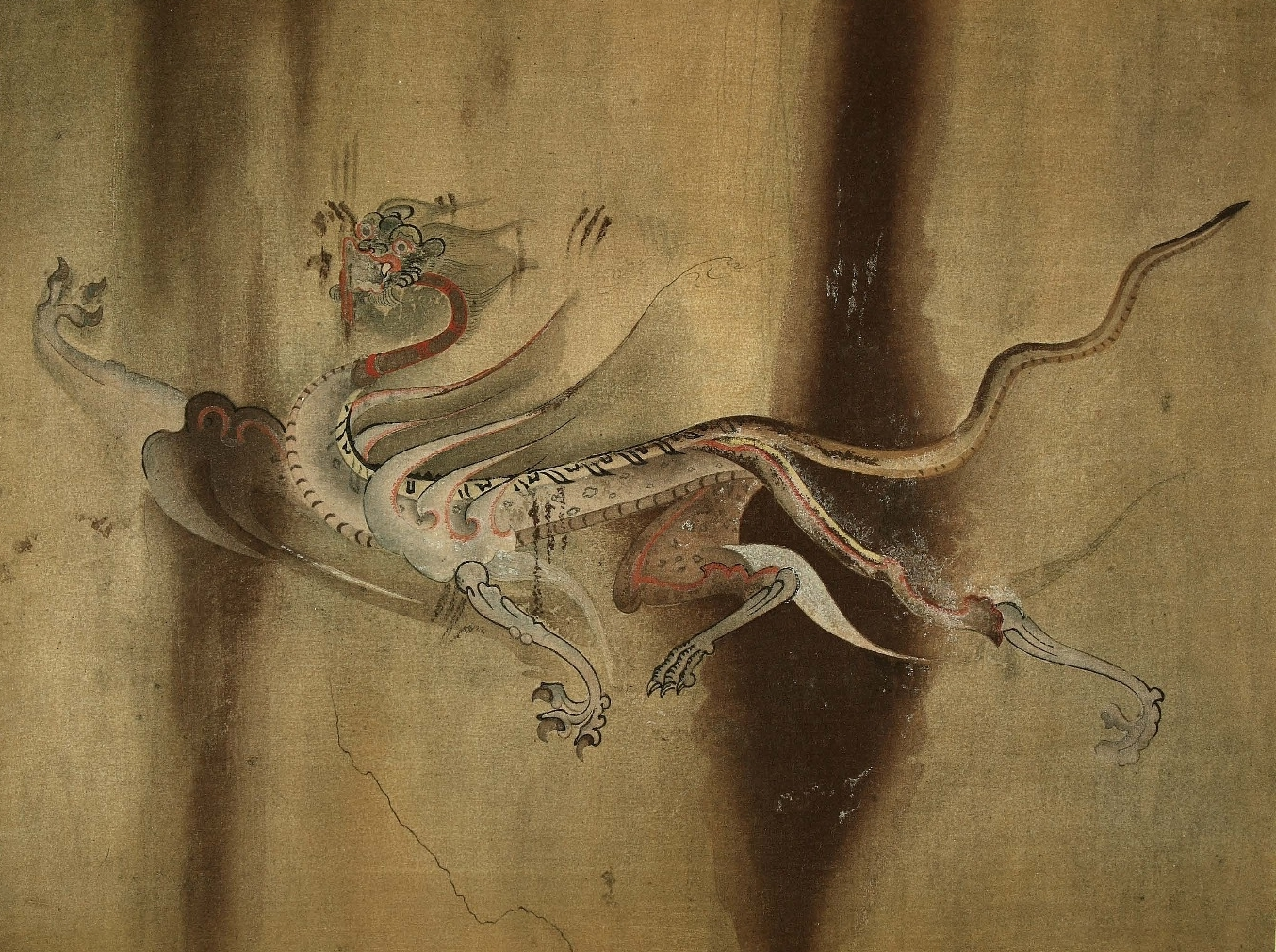
백호도
청룡도

## 같이 보기
- 사신
- 강서대묘